# Меткалф, Джоанн
Джоанн «Джо» Мэри Меткалф (англ. Joanne "Jo" Marie Metcalfe; в девичестве Мойл (англ. Moyle); род. 13 апреля 1969 года в Аделаиде, Южная Австралия, Австралия) — австралийская профессиональная баскетболистка, которая выступала в женской национальной баскетбольной лиге (ЖНБЛ). Играла на позиции лёгкого форварда. В сезоне 1991 года была признана самым ценным игроком, стала лучшим снайпером, а также была включена в сборную всех звёзд ЖНБЛ.
В составе национальной сборной Австралии принимала участие на предолимпийском турнире в Виго к Олимпийским играм 1992 года в Барселоне, на которые австралийки не попали, и на чемпионате мира 1990 года в Малайзии, плюс выиграла бронзовые медали чемпионата мира среди девушек до 19 лет 1989 года в Бильбао, самые первые награды австралийской команды.

## Ранние годы
Джоанн Меткалф родилась 13 апреля 1969 года в городе Аделаида (штат Южная Австралия).